# 10439 van Schooten
A 10439 van Schooten (ideiglenes jelöléssel 6676 P-L) a Naprendszer kisbolygóövében található aszteroida. Cornelis Johannes van Houten,  Ingrid van Houten-Groeneveld és Tom Gehrels fedezte fel 1960. szeptember 24-én.